# 燦然一新
燦然一新，是現役日本純種競賽馬匹。目前主要勝場有2024年維雅德泥地短途錦標及於2023和2024年連霸韓國短途錦標。

## 出賽前
2019年4月18日出生於北海道新冠町North Hills，所有權歸於牧場負責人前田幸治旗下。
其後交由栗東訓練中心練馬師新谷功一訓練。

## 競賽生涯

### 2歲
2021年10月2日出戰中京競馬場2歲新馬戰，保持於先頭位置於直路瞬間衝出，最終繼續加速轟出優秀末腳速度下不斷拉開和後方的距離，成功以8馬位優勢取得首勝。
其後出戰撫子賞，但未能成功於直路啟動加速下以第五落敗。

### 3歲
2022年2月25日出戰3歲一捷馬戰，最終敗於Diretor及Sea Vixen以第三完賽。
其後繼續以捷馬戰作為目標，勝出另一場3歲一捷馬戰後隨即出戰公開賽昇龍錦標及端午錦標，於兩場賽事中均以優秀的姿態獲勝。
6月19日出戰麒麟錦標，為其首次出戰分級賽。比賽開始後，其選擇於第七左右的中團位置之展開推進，雖然於直路上有稍微加速的跡象，但於最後100米突然失速之下以第六落敗。
8月原定以星團盃作為目標，但於比賽當日因腳部不適被排除於名單外，因而改為出戰9月的埼玉電視盃橢圓短途錦標。比賽開始後，其以較快的步速向前進佔先頭位置，並一直處於第四左右。進入直路後，其隨即以凌厲的姿態展開加速，可惜仍然未能壓制一同衝出的Shamal，被對手率先透出下以1 1/2馬位差距落敗。
12月11日出戰亮星錦標，賽前落後龍野雪驥取得第二人氣。比賽開始後，燦然一新面對函館武將做出的前600米32.2秒超快步速，其仍然可以保持冷靜處於馬群後方等待時機。進入直路後，其趁前方馬匹紛紛失速的機會於外檔快速衝出，最終轟取全場最快末腳下成功蠶食所有對手，獲得首個分級賽冠軍之餘，亦為於來年即將掛靴從練的騎師福永祐一帶來最後一個日本國內分級賽優勝。

### 4歲
2023年首戰為遠征沙特阿拉伯，以維雅德泥地短途錦標作為目標，並繼續由福永策騎，亦為其騎師生涯最後一場賽事。比賽開始後，燦然一新繼續採用於亮星錦標時的後上戰術，保持自身於有遮擋的位置保留體力，同時於通過彎道時候稍為抽出逐步推進。進入直路後，其於外檔開始展開衝刺並逐步超越其他對手，可惜最終仍然未能追上一早衝出的一堆美國馬尖子力勁及壓力噴射以第三完賽。
其後隨即轉戰阿聯酋以杜拜金莎軒錦標作為目標，然而於比賽初段因漏閘以處於劣勢局面，最終亦未能挽回此錯誤下以第五落敗。
回國稍為休養後於7月在子犬座錦標復出，比賽初段面對快勁主帥的領放選擇保持於約莫第四、五左右的位置，並於過彎時候開始發力。進入直路後，其選擇於中檔位置奮力加速並開始爬升，但最終仍然未能超越快勁主帥，以鼻位差距憾負得第二。
8月15日出戰上年度除外的星團盃，採用居中戰術下於最後彎道逐步於內欄位置加速，最終成功以貼欄突破的姿勢衝出馬群並取得領先，繼續拋離對手下以2 1/2馬位拉開快勁主帥奪冠並成功復仇。
其後陣營再度安排其遠征，並以韓國的韓國短途錦標作為目標。比賽開始後，其保持於中團靠前位置逐步推進，於直路再度使用星團盃的招數由內欄位置衝出，最終以凌厲的姿態壓制所有對手贏得冠軍，同時亦以1分10.0秒的完賽時間將記錄縮短0.4秒。
返回日本後以日本育馬場盃短途賽作為目標，賽前成功獲得第一人氣。比賽開始後，其並未跟隨前方馬匹前進，意思稍為放慢速度下於中團第八的位置逐步追走。進入直路後，雖然其有意圖展開衝刺並於中段進入全速狀態，但仍然未能對前方的點火神器造成有效威脅，最終以1 1/2馬位落敗。

### 5歲
2024年年初再度遠征沙特阿拉伯，出戰上年以第三落敗的維雅德泥地短途錦標，同時騎師換回遠征韓國時候搭檔過的川田將雅。比賽開始後，其選擇進佔中團內欄位置等待時機，同時於前半段比賽未有題大動作。通過彎道進入直路後，其開始接受騎師川田的指揮抽出外檔加速，最終成功於最後50米超越一瞥而過取得勝利。
其後前往阿聯酋挑戰杜拜金莎軒錦標，比賽初段選擇於後方位置推進，一直保持於內欄位置。進入直路後，其於中檔位置逐步展開推進並加速，雖然表現出優秀的衝勁，但仍然未能追上前方的天空之鏡及快勁主帥外，亦被同時衝出的中臣豪族超越取得第四。
返回日本休養過後於9月再度遠征韓國，以連霸韓國短途錦標作為冠軍。比賽開始後，其於中檔位置稍微內閃進佔中團，於通過彎道時沿着內欄位置推進。進入直路後，其迅速展開加速並不斷衝刺，於中段超越力弱的Anarchist下繼續加速，最終亦能追上同為日本代表的加市冠冕，以2馬位優勢連霸此賽事。
11月遠征美國出戰育馬者盃短途大賽，比賽初段於後方位置等待時機，但最終未能加速衝出，以包尾的戰績大敗。

### 6歲
2025年年初第三度遠征沙特阿拉伯出戰維雅德泥地短途錦標，比賽初段維持在內欄稍後的位置，於彎道處開始加速上前。進入直路後，其嘗試繼續以剛才的走勢加速，但受到步速影響下始終未能上前，最終以第七落敗。
4月繼續遠征阿聯酋，出戰杜拜金莎軒錦標，本次比賽選擇於後方位置推進，但在直路上未能順利加速衝刺，最終以第十完賽。

### 詳細賽績
| 日期       | 舉辦國家   | 馬場     | 距離   | 級別   | 賽事名稱               | 負重 | 騎師       | 馬號 | 出馬 | 名次     | 時間     | 頭馬（二馬）    |
| ---------- | ---------- | -------- | ------ | ------ | ---------------------- | ---- | ---------- | ---- | ---- | -------- | -------- | --------------- |
| 2/10/2021  | 日本       | 中京     | 泥1400 |        | 2歲新馬                | 55   | 鮫島克駿   | 5    | 11   | 1        | 1:26.0   | （Balmung）     |
| 24/10/2021 | 日本       | 阪神     | 泥1400 |        | 撫子賞                 | 55   | 鮫島克駿   | 7    | 15   | 5        | 1:25.7   | 輕而鬆          |
| 22/1/2022  | 日本       | 中京     | 泥1400 |        | 3歲一捷馬戰            | 56   | 和田龍二   | 2    | 8    | 3        | 1:25.4   | Diretor         |
| 5/2/2022   | 日本       | 東京     | 泥1400 |        | 3歲一捷馬戰            | 56   | 横山武史   | 11   | 16   | 1        | 1:25.3   | （Apollo Liam） |
| 13/3/2022  | 日本       | 中京     | 泥1400 | OP     | 昇龍錦標               | 56   | 福永祐一   | 5    | 10   | 1        | 1:23.5   | （Diretor）     |
| 1/5/2022   | 日本       | 阪神     | 泥1400 | OP     | 端午錦標               | 57   | 福永祐一   | 2    | 11   | 1        | 1:23.2   | （Diretor）     |
| 19/6/2022  | 日本       | 東京     | 泥1600 | GIII   | 麒麟錦標               | 56   | 福永祐一   | 7    | 15   | 6        | 1:35.4   | Peisha Es       |
| 16/8/2022  | 日本       | 盛岡     | 泥1200 | JpnIII | 星團盃                 | 51   | 川田將雅   | 4    | 13   | 閘前退賽 | 閘前退賽 | 盈寶極光        |
| 21/9/2022  | 日本       | 浦和     | 泥1400 | JpnIII | 埼玉電視盃橢圓短途錦標 | 52   | 福永祐一   | 9    | 11   | 2        | 1:26.0   | Shamal          |
| 11/12/2022 | 日本       | 中山     | 泥1200 | GIII   | 亮星錦標               | 56   | 福永祐一   | 6    | 16   | 1        | 1:08.9   | （龍野雪驥）    |
| 25/2/2023  | 沙特阿拉伯 | 安都拉茲 | 泥1200 | GIII   | 維雅德泥地短途錦標     | 57   | 福永祐一   | 8    | 9    | 3        | 1:11.97  | 尖子力勁        |
| 25/3/2023  | 阿聯酋     | 美丹     | 泥1200 | GI     | 杜拜金莎軒錦標         | 57   | 武豐       | 8    | 14   | 5        | 1:11.05  | 交響大師        |
| 9/7/2023   | 日本       | 中京     | 泥1400 | GIII   | 子犬座錦標             | 58   | 川田將雅   | 10   | 15   | 2        | 1:23.1   | 快勁主帥        |
| 15/8/2023  | 日本       | 盛岡     | 泥1200 | JpnIII | 星團盃                 | 55   | 川田將雅   | 8    | 14   | 1        | 1:08.6   | （快勁主帥）    |
| 10/9/2023  | 南韓       | 首爾     | 泥1200 | GIII   | 韓國短途錦標           | 57   | 川田將雅   | 6    | 15   | 1        | 1:10.0   | （星飛駿）      |
| 3/11/2023  | 日本       | 大井     | 泥1200 | JpnI   | 日本育馬場盃短途賽     | 57   | 御神本訓史 | 11   | 15   | 2        | 1:12.3   | 點火神器        |
| 24/2/2024  | 沙特阿拉伯 | 安都拉茲 | 泥1200 | GIII   | 維雅德泥地短途錦標     | 57   | 川田將雅   | 8    | 11   | 1        | 1:10.42  | （一瞥而過）    |
| 30/3/2024  | 阿聯酋     | 美丹     | 泥1200 | GI     | 杜拜金莎軒錦標         | 57   | 川田將雅   | 11   | 14   | 4        | 1:11.57  | 天空之鏡        |
| 8/9/2024   | 南韓       | 首爾     | 泥1200 | GIII   | 韓國短途錦標           | 57   | 川田將雅   | 7    | 15   | 1        | 1:10.3   | （加市冠冕）    |
| 2/11/2024  | 美國       | 德爾馬   | 泥1200 | GI     | 育馬者盃短途大賽       | 57   | 川田將雅   | 9    | 11   | 11       | 記錄缺失 | 純酒勁度        |
| 22/2/2025  | 沙特阿拉伯 | 安都拉茲 | 泥1200 | GII    | 維雅德泥地短途錦標     | 57   | 川田將雅   | 12   | 8    | 7        | 1:22.88  | 純酒勁度        |
| 5/4/2025   | 阿聯酋     | 美丹     | 泥1200 | GI     | 杜拜金莎軒錦標         | 57   | 戴圖理     | 7    | 11   | 10       | 記錄缺失 | 暗番紅          |

## 血統簡介
父系天上樂園為美國生產的日本賽駒，生涯戰績不俗，曾勝出二級賽阿聯酋打吡，亦於一級賽貝蒙錦標中跑獲季軍，為首匹跑滿美國三冠賽事的日本馬。祖父Tapit為美國賽駒，生涯戰績優秀，曾勝出桂冠未來錦標及活特紀念錦標。
母系Sariel為日本賽駒，生涯戰績不佳僅勝出條件戰。外祖父夏威夷王爲日本賽駒，生涯戰績極爲優秀，僅得一戰未能獲勝，曾勝出一級賽NHK一哩賽及東京優駿（日本打吡），爲日本史上首匹贏得變則二冠的賽駒。

### 血統表
| 父線：西雅圖迴旋系（勇者帝王系）                             |                             |                |                   |
| 種馬 天上樂園 2013年（灰色）                                 | Tapit 2001年（灰色）        | Pulpit         | A.P. Indy         |
| 種馬 天上樂園 2013年（灰色）                                 | Tapit 2001年（灰色）        | Pulpit         | Preach            |
| 種馬 天上樂園 2013年（灰色）                                 | Tapit 2001年（灰色）        | Tap Your Heels | Unbridled         |
| 種馬 天上樂園 2013年（灰色）                                 | Tapit 2001年（灰色）        | Tap Your Heels | Ruby Slippers     |
| 種馬 天上樂園 2013年（灰色）                                 | 美妙浪漫 2000年（棗色）     | 週日寧靜       | Halo              |
| 種馬 天上樂園 2013年（灰色）                                 | 美妙浪漫 2000年（棗色）     | 週日寧靜       | Wishing Well      |
| 種馬 天上樂園 2013年（灰色）                                 | 美妙浪漫 2000年（棗色）     | First Act      | 鞍匠井            |
| 種馬 天上樂園 2013年（灰色）                                 | 美妙浪漫 2000年（棗色）     | First Act      | Arkadina          |
| 繁殖雌馬 Sariel 2007年（棗色）                               | 夏威夷王 2001年（棗色）     | 金滿寶         | 淘金者            |
| 繁殖雌馬 Sariel 2007年（棗色）                               | 夏威夷王 2001年（棗色）     | 金滿寶         | Miesque           |
| 繁殖雌馬 Sariel 2007年（棗色）                               | 夏威夷王 2001年（棗色）     | Manfath        | 最後大官          |
| 繁殖雌馬 Sariel 2007年（棗色）                               | 夏威夷王 2001年（棗色）     | Manfath        | Pilot Bird        |
| 繁殖雌馬 Sariel 2007年（棗色）                               | Shinko Nobby 1995年（栗色） | 那時還         | 害羞新郎          |
| 繁殖雌馬 Sariel 2007年（棗色）                               | Shinko Nobby 1995年（栗色） | 那時還         | Height of Fashion |
| 繁殖雌馬 Sariel 2007年（棗色）                               | Shinko Nobby 1995年（栗色） | Christabelle   | 北地舞人          |
| 繁殖雌馬 Sariel 2007年（棗色）                               | Shinko Nobby 1995年（栗色） | Christabelle   | Where You Lead    |
| 雌系：號族：14-f                                             |                             |                |                   |
| 五代內近親交配：北地舞人 5×4、淘金者 5×4、Raise a Native 5×5 |                             |                |                   |

## 命名由來
名字Remake（リメイク）在影視行業術語中，一般代指「重製」，香港則加以聯想，翻譯為「燦然一新」。

## 外部連結
- 燦然一新 netkeiba.com
- 血統表 （页面存档备份，存于）